# Eunidia propinqua
Eunidia propinqua es una especie de escarabajo longicornio del género Eunidia, categorizada en la tribu Eunidiini, de la subfamilia Lamiinae. Fue descrita por Breuning en 1939.

## Descripción
Mide 6 mm de longitud.

## Distribución
Se distribuye por Kenia y Somalia.